# Neues Sehen
Il movimento Neues Sehen (chiamato anche Neue Optik), che tradotto in italiano potrebbe significare qualcosa come "Nuova Visione", fu un'esperienza fotografica che ebbe vita negli anni Venti del Novecento, specificamente in Germania. In particolare, esso prese vita dalle teorie del Bauhaus.

## Storia e stile
"Neues Sehen" considerava la fotografia una pratica artistica autonoma con proprie leggi di composizione e illuminazione, attraverso cui la macchina fotografica potesse diventare un secondo occhio per guardare il mondo. Questo modo di vedere era basato sull'uso di inquadrature inaspettate, sulla ricerca del contrasto nella forma e nella luce, sull'uso di angoli di ripresa alti e bassi, ecc.

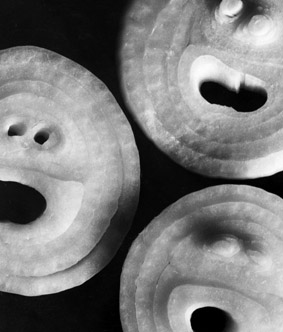
Tre cipolle affettate, 1930 circa, foto di Elsa Thiemann

Gli anni tra le due guerre videro infatti un cambiamento significativo nel campo della fotografia. Ci fu una reazione contro il vasto fenomeno del pittorialismo e si registrò un interesse per le nuove forme di espressione artistica. Le tre correnti principali e d'avanguardia che andavano sviluppandosi in quegli anni furono: "Neues Sehen", Nuova Oggettività (che ebbe stretti rapporti ma anche conflitti con "Neues Sehen"), e la cosiddetta Straight photography, come venne chiamata in America, o fotografia pura, cioè senza manipolazioni. Questi movimenti avevano in comune la dissociazione dalla pittura, accusando le associazioni che ancora facevano del pittorialismo di essere lontani dalla realtà.

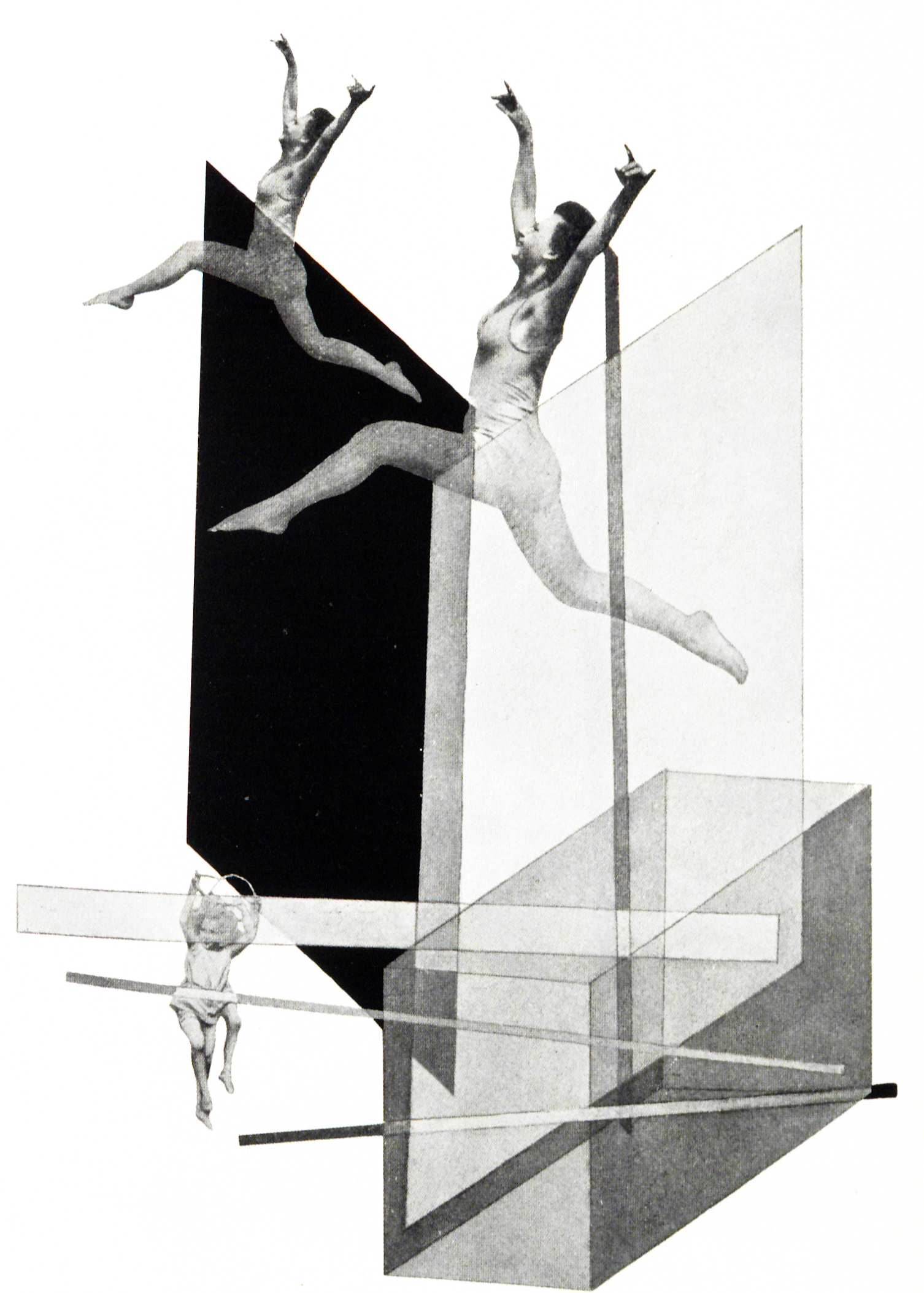
Meccanica umana (varietà), 1925, foto-collage di László Moholy-Nagy

"Neues Sehen" fu criticato anche dagli altri due movimenti: Straight photography e Nuova Oggettività, perché a loro dire era troppo sperimentale e perché non avevano un bagaglio tecnico professionale. Per difendersi da quest'ultima accusa, crearono corsi di fotografia al Bauhaus evolvendo in maniera del tutto evidente e creativa il loro approccio al mezzo.
Nel 2021 lo Städel Museum di Weimar ha organizzato, tramite la curatrice Kristina Lemke, una vasta esposizione del periodo degli anni Venti per indagare l'immagine fotografica di vari punti di vista della "Neues Sehen" e dei rapporti col Bauhaus.

## Cinema e fotografia
La mostra FIFO, organizzata nel 1929 dal Deutscher Werkbund di Stoccarda fu considerata la prima grande mostra di fotografia moderna europea e americana, una sorta di immaginario per la "Neues Sehen".
La mostra comprendeva 1 200 opere di 191 artisti provenienti dal cinema, dalla pittura, dalla fotografia e dalle arti visive nel sue varie sfumature. Fu il culmine della produzione sperimentale. In Germania fu concepita e sentita come una retrospettiva di questi settori artistici prima dell'imposizione "estetica" del nazismo.
La selezione delle opere è stata effettuata da diversi personaggi noti tra cui Moholy-Nagy, che è stato uno dei selezionatori per la fotografia europea, e Edward Weston, che è stato responsabile della sezione americana. Tra i nomi figurano Berenice Abbott, Willi Baumeister, Marcel Duchamp, Hein Gorny, Hannah Höch, Eugène Atget, Man Ray, Alexander Rodchenko, Edward Steichen, Imogen Cunningham, Charles Sheeler, Brett Weston, tra gli altri. Le opere selezionate erano caratterizzate da angolazioni inaspettate, come quelle scattate da Willi Ruge da un paracadute, l'uso del fotomontaggio, ecc. Dopo aver visto la mostra, il critico Franz Roh scrisse un saggio intitolato Foto-Auge (Foto-occhio), affermando che la fotografia era cambiata in maniera definitiva, a causa del quale finirà per alcuni mesi nel campo di concentramento di Dachau. Nello stesso anno la mostra viaggiò a Zurigo, Berlino, Danzica e Vienna, e nel 1931 fu presentata a Tokyo e Osaka.

## I fotografi europei
- Irene Bayer-Hecht
- Aenne Biermann
- Erich Consemüller
- Andreas Feininger
- T. Lux Feininger
- Hein Gorny
- Arvid Gutschow
- Florence Henri
- Gerda Leo
- Lucia Moholy
- László Moholy-Nagy
- Albert Renger-Patzsch
- Walter Peterhans
- Aleksandr Michajlovič Rodčenko
- August Sander
- Cami Stone
- Elsa Thiemann
- Umbo